# Valerian Gârlă
Valerian Zaharia Gârlă (n. 6 iulie 1986, Berbești, Vâlcea, România), este un fotbalist român, care în prezent evoluează la clubul Hassia Bingen din Liga a-3-a Germana